# ラクナウ-デヘラードゥーン・ヴァンデ・バーラト急行
ラクナウ-デヘラードゥーン・ヴァンデ・バーラト急行（Lucknow-Dehradun Vande Bharat Express）は、インドの急行列車であるヴァンデ・バーラト急行の1つ。ラクナウとデヘラードゥーンの間を結ぶ。

## 概要
2024年3月12日に設定され、3月26日から営業運転を開始した列車。ラクナウのラクナウ・ジャンクション駅とデヘラードゥーンのデヘラードゥーン駅の間、545 kmを8時間15 - 20分で結び、同区間を走る他の列車と比べ所要時間が約2時間短縮されている。月曜日を除く週6日に1往復が運行されており、使用される電車は8両編成である。